# Cessna 414
Cessna 414 — лёгкий двухдвигательный герметичный транспортный самолёт компании Cessna. Впервые поднялся в воздух в 1968 году. В 1978 году была представлена улучшенная модификация Cessna 414A Chancellor.

## Разработка и дизайн
Cessna 414 был построен для замены двухдвигательных негерметичных самолётов лёгкой авиации на базе фюзеляжа Cessna 421 и конструкции крыла Cessna 401. Cessna 414 представляет собой консольный моноплан с низким крылом и убирающимся трёхколёсным шасси. Оснащён двумя установленными на крыле шестицилиндровыми поршневыми двигателями Continental TSIO-520-J мощностью 310 л.с. (231 кВт). Прототип с регистрационным номером N7170C, впервые поднялся в воздух 1 ноября 1968 года. Серийные самолёты стали доступны в ряде дополнительных вариантов размещения и комплектов авионики. Улучшенный вариант Cessna 414A Chancellor был представлен в 1978 году, основным изменением которого стало переработанное крыло с увеличенным размахом, дополнительными топливными баками и удлинённой носовой частью, чтобы обеспечить бо́льшую грузовую вместимость.
Для Cessna 414 существует множество дополнительных сертификатов типа, которые позволяют модернизировать самолёты этого типа для повышения эксплуатационных характеристик. Общими являются модификации двигателя и аэродинамики, включая установку винглетов.
В 1974 году компания American Jet Industries построила турбовинтовую модификацию Cessna 414, получившую название Turbo Star Pressurized 414, с использованием двигателей Allison 250-B17B. Авиакомпания Scenic Airlines приобрела права на дизайн самолёта в 1977 году.
Компания Technify предложила переоборудование самолётов типа Cessna 414 с использованием своих двигателей Centurion и электронно-цифровой системы управления двигателями.

## Модификации

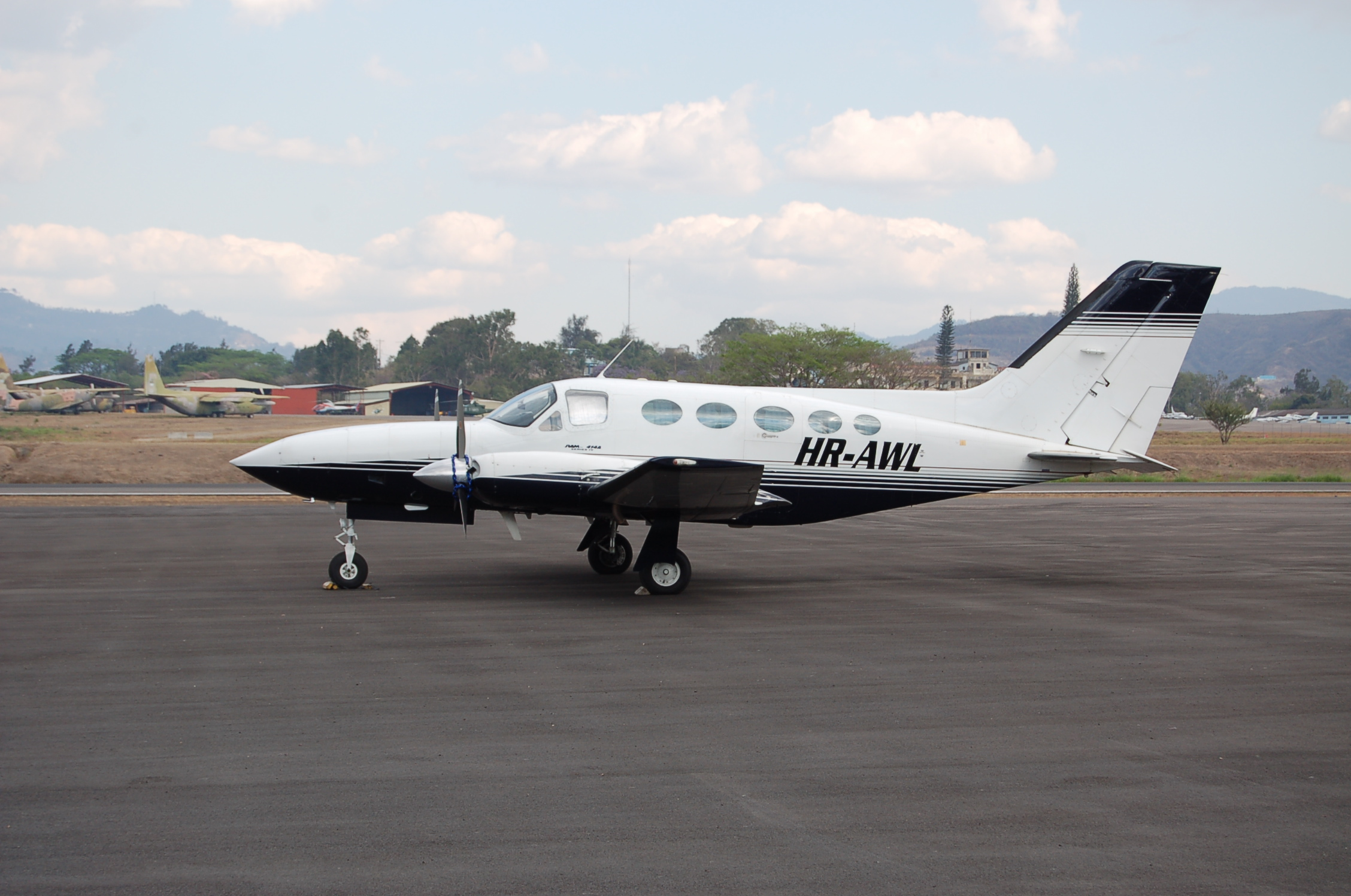
Cessna 414A Chancellor (регистрационный номер HR-AWL)

### Cessna 414
Базовый вариант. Построено 516 единиц.

### Cessna 414A Chancellor
Улучшенная модификация Cessna 414 с более узким вертикальным оперением, увеличенным размахом крыльев, удлинённой носовой частью, переработанным шасси и двумя двигателями TSIO-520-N. Построено 554 единицы.

### Cessna Riley Rocket 414
Переоборудованный Cessna 414 с двумя двигателями Lycoming IO-720 мощностью 400 л.с.

## Лётно-технические характеристики (Cessna 414A Chancellor)
Источник данных: 

Технические характеристики
- Экипаж: 1—2
- Пассажировместимость: до 8
- Длина: 11,087 м
- Размах крыла: 13,449 м
- Высота: 3,493 м
- Масса пустого: 1 980 кг
- Силовая установка: 2 × поршневых Continental TSIO-520-NB

Лётные характеристики
- Максимальная скорость: 435 км/ч
- Практическая дальность: 2459 км
- Практический потолок: 9400 м

## Авиационные происшествия и катастрофы
- 28 июля 1982 года американский музыкант Кит Грин и ещё 11 человек погибли при крушении самолёта Cessna 414 с регистрационным номером N110VM вскоре после вылета из частного аэропорта Гарден-Вэлли, недалеко от Гарден-Вэлли[англ.], штат Техас. В отчёте NTSB указывается, что вероятной причиной катастрофы стало сочетание перегрузки самолета (пассажирами были четверо взрослых и восемь детей, в то время как в самолёте всего семь мест) и неспособность пилота рассчитать вес и баланс относительно конструктивных параметров самолета[7][8].